# Angry Birds Epic
Angry Birds Epic é um Vídeo Game de RPG (role-playing game) e o nono episódio da série Angry Birds, desenvolvido pela Chimera Entertainment e publicado pela Rovio Entertainment. O jogo foi anunciado em 12 de março de 2014 e dispõe de combate baseado em turnos e um sistema de elaboração. O jogo foi lançado 17 de março na Austrália, Nova Zelândia e Canadá App Store, e foi lançado mundialmente em 12 de junho de 2014.

## Detalhes do jogo
A história começa com o jogador, como Red, tentando recuperar os ovos (mais uma vez) roubados pelos porcos. À medida que o jogador avança, novos pássaros do universo Angry Birds são adicionados à lista, incluindo Chuck, Matilda, Bomba e os Azuis (Jay, Jim e Jake). Os jogadores estão limitados a escolher três aves de sua lista nas várias batalhas contra os porcos.
Angry Birds Epic é definido na fantasiosa Ilha Piggy, com seus personagens que residem no universo Angry Birds existente. Os porcos e as aves assumem vários papéis ativos em cenas do jogo.

## Jogabilidade
Sempre que um jogador escolhe um nível, ele ou ela pode escolher até 3 aves. Depois de selecionar os personagens e tocar no botão play, porcos inimigos aparecem em uma paisagem. Todas as batalhas são normais, inclusive as que envolvem múltiplas ondas de inimigos, ou lutas contra chefões. Para o ataque, os jogadores simplesmente desliza o dedo a partir de um pássaro para um porco. Para usar uma habilidade secundária (principalmente de tipos de defesa), o jogador desliza o dedo de um pássaro para outro. Se o jogador utiliza a habilidade secundária de um pássaro em um outro pássaro, a habilidade secundária do pássaro vai ser recebida pelo outro pássaro. Sempre que um personagem (pássaro ou porco) recebe danos, um indicador de "pimenta furiosa" enche-se na parte inferior da tela. Quando cheia, os jogadores podem dar a pimenta furiosa á um pássaro e ele usa sua habilidade especial (na arena, a habilidade especial dos pássaros muda). Depois de terminar a batalha, os jogadores podem ganhar até três estrelas, dependendo de seu desempenho nessa batalha. Mais estrelas indica mais recursos que os jogadores recebem como recompensa por ter vencido a batalha.

## Sistema de criação
Sempre que o personagem não está na batalha, os jogadores podem equipar e criar armas, itens de mão, e itens de consumo. Esses itens são obtidos ao serem comprados com moedas do jogo chamadas de "Pórquens". Estes são ganhos ao derrotar os porcos,  completando batalhas e abrindo baús. Sempre que o jogador compra ou melhora algo, a sua quantidade (poções), dano (armas), ou aumento de saúde (itens de mão) são aumentadas em um número aleatório (você deve sortear na Roda da Fortuna) de zero a três. As moedas da Sorte, no entanto, são raras e usadas para comprar classes exclusivas, usar o Porquinho Mecânico, contratar um Mercenário da Águia Enorme (para batalhar em masmorras), comprar upgrades permanentes e de consumo de emergência no campo de batalha. Eles podem ser ganhos ao derrotar o "Porquinho de Ouro Diário", nivelando-se ou através de compras no aplicativo. Já as "Essências da Amizade" são os recursos mais raros do jogo, e você as ganha de amigos (com o login no Facebook) ou nas recompensas diárias. Elas são utilizadas para sortear de novo na Bigorna Mágica, Caldeirão ou recompensas de batalhas (tanto quanto comuns, arena ou masmorras).

## Recepção
O jogo recebeu críticas geralmente favoráveis, com uma pontuação de 69/100 Metacritic baseado em 11 avaliações. A Cnet elogiou a jogabilidade sólida, mas não gostou das inúmeras compras in-app combinados com a demora na entrega de itens no jogo, bem como a linha de jogar sempre requisito.